# Земельный суд Зальцбурга
Земельный суд Зальцбурга (нем. Landesgericht Salzburg  (LG Salzburg)) — государственный региональный суд компетентной юрисдикции федеральной земли Зальцбург. Суд расположен в городе Зальцбург. 
Адрес суда: 5020 Зальцбург, Вайзерштрасе, 22, тел. +43 57 60121.
Географические координаты Земельного суда Зальцбурга: Рудольфсплац, 2 47°47′49″ с. ш. 13°03′10″ в. д.
- Вайзерштрасе, 22 47°48′38″ с. ш. 13°02′48″ в. д.HGЯO;
- Магацинштрасе, 4 47°49′13″ с. ш. 13°03′07″ в. д.HGЯO;
- Франц-Хинтеркольцер-Кай, 4A 47°47′37″ с. ш. 13°03′38″ в. д.HGЯO.

Руководство суда (2016):
- Председатель земельного суда — Доктор Ганс Ратгеб;
- заместитель председателя суда — Доктор Имре Юхасц;
- администратор суда — Доктор Рене Лингг.

## Полномочия суда
Земельный суд Зальцбурга является судом региональной инстанции и  рассматривает уголовные и гражданские дела, поступающих от девяти, существующих в настоящее время, районных судов Зальцбурга. Он также рассматривает гражданские правовые отношения (за редкими исключениями) с суммами спора более 15000 евро. Кроме того, Земельный суд Зальцбурга, рассматривает апелляции на постановления районных судов Зальцбурга, а также рассматривает дела по трудовому и социальному законодательству Австрии в федеральной земле Зальцбург независимо от суммы спора. Ведение реестра всех компаний, созданных в Зальцбурге, также является прерогативой для Земельного суда Зальцбурга.
Территориальная юрисдикция Земельного суда Зальцбурга охватывает всю федеральную землю Зальцбург. Вышестоящим судом для него является Высший земельный суд Линца.
⇑

## Здания суда
Земельный суд Зальцбурга в настоящее время располагается в здании на Рудольфплац, 2.
До 2016 года Земельный суд Зальцбурга располагался в трёх зданиях. С мая 2015 года, в связи с предстоящей реконструкцией, основная часть регионального суда размещалась на Вайзерштрасе, 22: все отделы, за исключением отделов по труду и социальному обеспечению. Приёмная, гражданское судопроизводство, апелляционное судопроизводство, регистрация компаний и отправление правосудия производилось в здании, расположенном на Магацинштрасе, 4. Решение вопросов по труду и социальному обеспечению проводилось в здании, расположенном на улице Франц-Хинтеркольцер-Кай, 4A (рядом со зданием компании "Telekom").
Главный вход  в Земельный суд Зальцбурга расположен на Вайзерштрасе, 22. Вход в суд расположен на первом этаже. На первом этаже размещаются залы судебных заседаний по уголовным делам и прокурор. На 2-м этаже судьи по уголовному правосудию, а на 3-м этаже — судьи по гражданскому правосудию (гражданские ведомства), а также отдел банкротства.
⇑

## История
Здание земельного суда
Когда в 1909 году было построено новое здание суда Зальцбурга в него переехал Земельный суд и районный, который до тех пор размещался в Кайгассе (нем. Kaigasse). В течение долгого времени было достаточно места для размещения обоих судов, а также прокуратуры. Но, в 60-е годы XX века, в здании стало довольно тесно. За счет застройки двора в 70-е годы XX века, проблема с нехваткой помещений были временно смягчена. В 70-е и 80-е годы XX века постепенно все пространственные запасы истощились. Предлагалось пространственное разделение районного и Земельного судов, а также переезд в "полицейские казармы" (нем. Polizeikaserne). Но эта идея не прошла, так как полиция не захотела поделится своим зданием с судом.
Странствующий суд
В 1988 году районный суд переместился на Рудольфсплац, 3 (нем. Rudolfsplatz 3). Позднее были построены пристройки на южной стороне полицейских казарм. С завершением расширения здания в сентябре 2001 года, значительная часть департаментов (уголовный, исполнительный, гражданский, включая судейские помещения, в том числе канцелярию и судебных исполнителей) районного суда  была размещена там.
Были эвакуированы и части земельного суда — департамент труда и социального обеспечения с начала 90-х годов XX века был размещён в арендуемых помещениях на Имбергштрасе (нем. Imbergstraße) на другом берегу реки Зальцах. Но все эти меры не решили проблему с дефицитом помещений Земельного суда Зальцбурга, хотя, кроме всего этого, для уголовного судопроизводства в течение многих лет арендовалась вилла на Рудольфскай (нем. Rudolfskai). 
Таким образом вопрос по обеспечение помещениями судов временно был закрыт. Но, в 2007 году, в связи с принятием Кодекса по реформированию уголовного судопроизводства, вновь возникла необходимость в дополнительных помещениях, теперь для прокуратуры. Поэтому были отселены и другие департаменты районного суда.
В 2008 году пришлось принимать общее решения по пространственному обеспечению суда помещениями. Районный суд переехал сначала в помещения контейнерного типа на Игнац-Ридер-Кай (нем. Ignaz Rieder Kai), пока ремонтировались "полицейские казармы". Летом 2010 года большая часть районного суда переехала из помещений контейнерного типа в новое здание суда  на Рудольфсплатц, 3. К концу 2010 года, построенная в 2001 году пристройка к "полицейским казармам", была реконструирована и с 2011 года впервые были объединены все департаменты районного суда в новом офисном здании на Рудольфсплац, 3. После переезда районного суда был перемещён департамент труда и социального обеспечения земельного суда с их временных помещений на Имбергштрасе в помещения контейнерного типа на Игнац-Ридер-Кай. Они будут оставаться там до завершения предстоящего капитального ремонта здания земельного суда. 
Предстоящий ремонт
Здание «Земельного суда» на Рудольфсплац, 2 (нем. Justizgebäude Rudolfsplatz 2), после перенесения тюрьмы в Урстейнау (нем. Ursteinau) в новые помещения в Пухе (нем. Puch), уже отремонтировано и земельный суд вместе с прокуратурой может теперь постепенно переехать на новое место. Это позволило бы, наконец, "зальцбургским юрисдикциям" полностью разместиться в зданиях на Рудольфсплац, 2 (земельный суд 47°47′49″ с. ш. 13°03′10″ в. д.) и Рудольфплац, 3 (районный суд 47°47′49″ с. ш. 13°03′13″ в. д.).
⇑

## Доказательства и источники
- Австрийская информационная система Rechtsinformationssystem des Bundes (RIS)  (нем.)
- Исторические законы и нормативные акты ALEX Historische Rechts- und Gesetzestexte Online  (нем.)
- Географические справочники, 1903÷1908 GenWiki  (нем.)
- Географические справочники GenWiki  (нем.)
- Австрия GenWiki  (нем.)
- Региональный научно-исследовательский портал GenWiki  (нем.)

⇑

## Внешние ссылки
- Немецко-русский переводчик, Google
- Земельный суд Зальцбурга на веб-сайте Министерства юстиции Австрии  (нем.)
- Географические координаты Земельного суда Зальцбурга:
  - Рудольфсплац, 2 47°47′49″ с. ш. 13°03′10″ в. д.HGЯO;
  - Вайзерштрасе, 22 47°48′38″ с. ш. 13°02′48″ в. д.HGЯO;
  - Магацинштрасе, 4 47°49′13″ с. ш. 13°03′07″ в. д.HGЯO;
  - Франц-Хинтеркольцер-Кай, 4A 47°47′37″ с. ш. 13°03′38″ в. д.HGЯO.

## Лицензия
- Лицензия: Namensnennung 3.0 Österreich (CC BY 3.0 AT)  (нем.)